# 正中神经
正中神经（Median nerve） 是人类和其他动物上肢的一条神经。它是由臂丛发出的五条主要神经之一。
正中神经是由臂丛的外侧束和内侧束会聚而成，起于C5、C6 & C7 （外侧束）以及 C8 & T1 （内侧束）的腹侧神经根。 
正中神经是唯一穿过腕管的神经。 正中神经穿过腕管时受到压迫會导致腕管综合症。

## 结构
在接受臂丛外侧束和内侧束的双重输入后，正中神经从腋窝大圆肌下缘进入上臂。随后它垂直穿越向下，在上臂内侧肱二头肌与肱肌之间与肱动脉伴行。起初在动脉外侧并且位于肘窝前方，然后向前穿越，在上臂远端行走于动脉内侧，进入肘窝。
在肘窝内侧，正中神经穿行在肱动脉内侧，在肱肌的止点之前，并位于二头肌的深面。
正中神经在它穿过肘关节时于上臂发出关节支。在肘关节近端紧挨着发出旋前圆肌的分支。

### 前臂
正中神经經過肘窝後會從旋前圆肌的两个头之間穿過。然后它穿过指浅屈肌和指深屈肌之间，然后从指浅屈肌和拇长屈肌之间显露出来。
正中神经（从肘窝发出后）没有分支的部分支配着浅层和中层前臂前群（屈肌）肌，除了尺侧腕屈肌。
正中神经在前臂分出两支： 
- 前骨间支（英语：anterior interosseous branch）：与前骨间动脉（英语：anterior interosseous artery）伴行，支配前臂前隔間（英语：anterior compartment of the forearm）深层除了指深屈肌（英语：flexor digitorum profundus）尺侧半（由尺神经支配）和尺侧腕屈肌以外的所有肌肉。 它终止于支配旋前方肌（英语：pronator quadratus）。
- 掌皮支（英语：palmar cutaneous branch）：起自前臂远端。它为掌面外侧的皮肤提供感觉神经支配（不含指头）

### 手掌
正中神经通过腕隧道进入手掌，穿行在屈肌支持带的深面，与指浅屈肌、指深屈肌以及拇长屈肌的肌腱伴行。
从这里发出了一些分支：
- 1. 回返支（英语：Recurrent branch）支配鱼际肌（回返支又被称为“百万美元神经”）[1]，包含拇对掌肌、拇短展肌（英语：abductor pollicis brevis）和拇短屈肌（英语：flexor pollicis brevis）的运动支配。
- 2. 指皮支：发出指掌侧总支（英语：common palmar digital branch） 和指掌侧固有支（英语：proper palmar digital branch）支配：
  - a) 外侧（桡侧）三个半手指的掌侧面
  - b) 食指，中指和无名指手背侧
- 3. 正中神经支配第一和第二手蚓状肌的运动。

### 变异
有很多自然发生的正中神经变异。
- 正中神经通常在离开腕管的时候分叉；但是有一小部分（5%-10%）个体，正中神经在更近端分叉，常见腕管内、腕部、前臂。[2]

- 在妊娠期，正中动脉在手掌反折。然而在一些个体，正中动脉不反折而跟随正中神经进入手掌。
- Martin Gruber变异（英语：Martin Gruber Anastomosis）可以发生与正中神经分支在前臂交叉，并且与尺神经融合，支配手掌前部的部分。
- Riche-Cannieu 变异发生于当正中神经回返支和手掌尺神经深支交汇起来的时候。

## 功能

### 上臂
正中神经在上臂没有随意运动或者皮肤感觉的功能。它发出血管支支配肱动脉的血管壁。这些血管支含有 交感纤维。

### 前臂
它支配了所有的前臂屈肌，除了尺侧腕屈肌和一部分指深屈肌控制中间两指。后两个肌肉由尺神经 （特别是尺神经肌支）。
正中神经的主干支配以下肌肉：

#### 浅层
- 旋前圆肌
- 桡侧腕屈肌
- 掌长肌

#### 中层
- 指浅屈肌

正中神经骨间前支支配以下肌肉：

#### 深层
- 指深屈肌 （仅外侧半）
- 拇长屈肌
- 旋前方肌

### 手掌

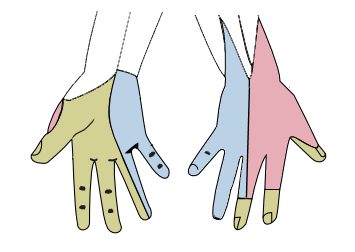
右手的皮神经支配。 正中神经支配的区域标为绿色，桡神经为红色，尺神经蓝色。

在手掌内，正中神经支配第一、第二蚓状肌的运动。它还发出鱼际返支支配大鱼际。其余掌内肌由尺神经支配。
正中神经支配拇指掌侧、示指 和 中指，无名指的一半以及手指甲床的皮肤，手掌外侧的部分有正中神经掌侧皮支支配，于手腕处发出。掌侧皮支穿行在桡侧腕屈肌旁单独分割的筋膜间隙内，然后进入屈肌支持带浅层。因此在腕管综合征时不受累。
手掌中正中神经支配的肌肉可以用如下口诀记忆， 「LOAF」：蚓状肌（Lumbricals）1 & 2, 拇对掌肌（Opponens pollicis）, 拇短展肌（Abductor pollicis brevis）和拇短屈肌（Flexor pollicis brevis） (OAF就是大鱼际的肌肉)。

## 临床重点

### 损伤
正中神经的损伤于不同的层面会导致不同程度运动和感觉损害的不同综合征。

#### 肘部以下
- 常见的损伤机制：髁上骨折（英语：supracondylar humerus fracture）
- 运动损害： 
  - 前臂旋后功能缺失，手掌腕部屈曲减弱，桡侧半指头和拇指屈曲功能缺失，拇指伸展和对掌功能缺失。
  - 手掌放鬆时出现猿手畸形（英语：ape hand deformity），原因是示指和拇指过伸，拇指内收。
  - 出现祝福征（英语：Hand of benediction）（benediction sign），当试图握拳时出现，原因是丧失尺侧半手指的屈曲能力。
- 感觉缺失：外侧3+1⁄2根手指感觉缺失，包括甲床和鱼际区。

#### 肘部
- 在肘部水平或者前臂近端水平的压迫可能是由于旋前圆肌综合征（英语：pronator teres syndrome）。

#### 前臂近端的压迫：骨间前神经卡压综合征
- 前臂骨间前神经损伤导致骨间前神经卡压综合征（英语：Anterior interosseous syndrome）
- 常见机制：敷料过紧，前臂骨骨折。
- 运动缺失：前臂旋后缺失，桡侧半手指和拇指屈曲缺失。
- 感觉缺失：无

#### 手腕
- 常见机制：手腕撕脱伤
- 运动缺失： 
  - 桡侧半手指和拇指屈曲缺失，拇指伸展和对掌功能缺失。
  - 手掌放松时出现猿手畸形（英语：ape hand deformity），原因是示指和拇指过伸，拇指内收。
  - 出现祝福征（英语：Hand of benediction），当试图握拳时出现，原因是丧失桡侧半手指的屈曲能力。
- 感觉缺失：外侧3+1⁄2根手指感觉缺失，包括甲床和鱼际区。

#### 手腕内部：腕管综合征[1]
- 常见机制： 腕管综合征，腕管内受压导致的损伤，不存在正中神经的截断，原因是局部过度的活动，比如键盘打字和烹饪。
- 运动缺失： 
  - 桡侧半手指和拇指屈曲缺失，拇指伸展和对掌功能缺失。
  - 不出现猿手畸形（英语：ape hand deformity），或当握拳时，出现祝福征（英语：Hand of benediction），原因是压迫正中神经，与完全的正中神经瘫痪不同。
- 感觉缺失：外侧三个手指感觉麻木，包括甲床。不像手腕撕脱伤，鱼际区的感觉并不丧失，因为掌侧皮支在屈肌支持带以上穿行，在腕管综合征中并不受到压迫。

## 附加图片

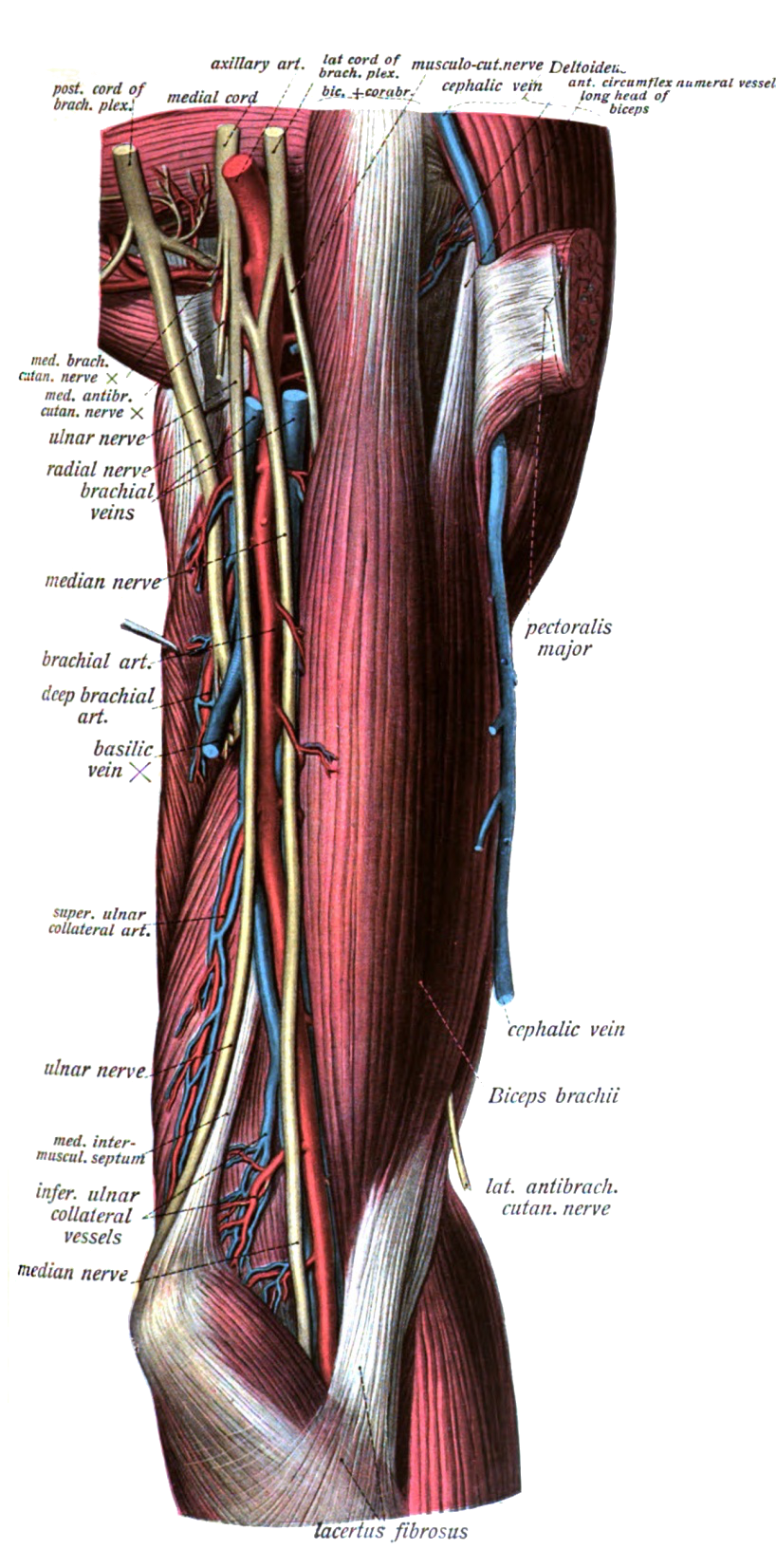
上臂（Brachium）可以在前外侧被看到，图示神经和血管。
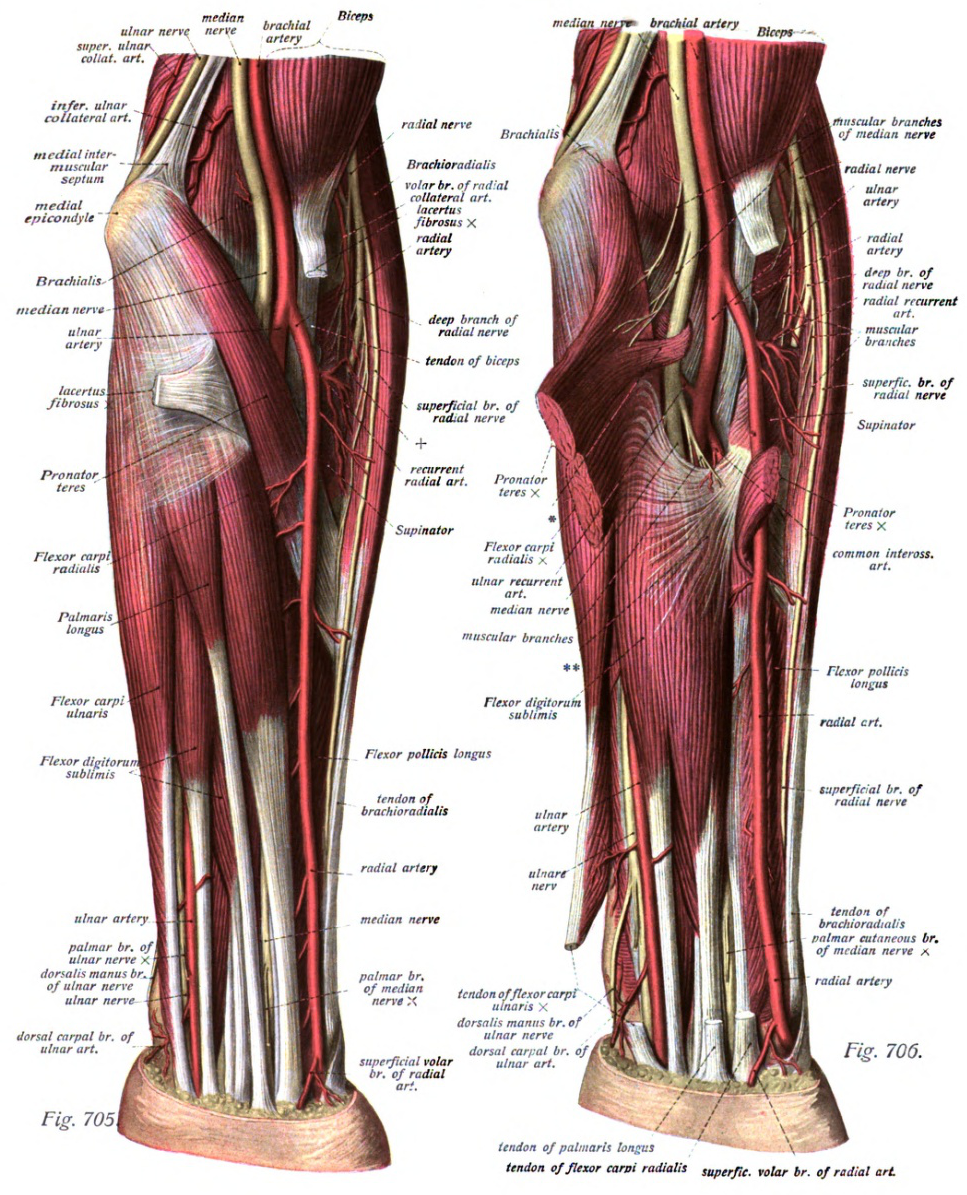
前臂（Antebrachium）在前方可以看到，图示神经和血管。
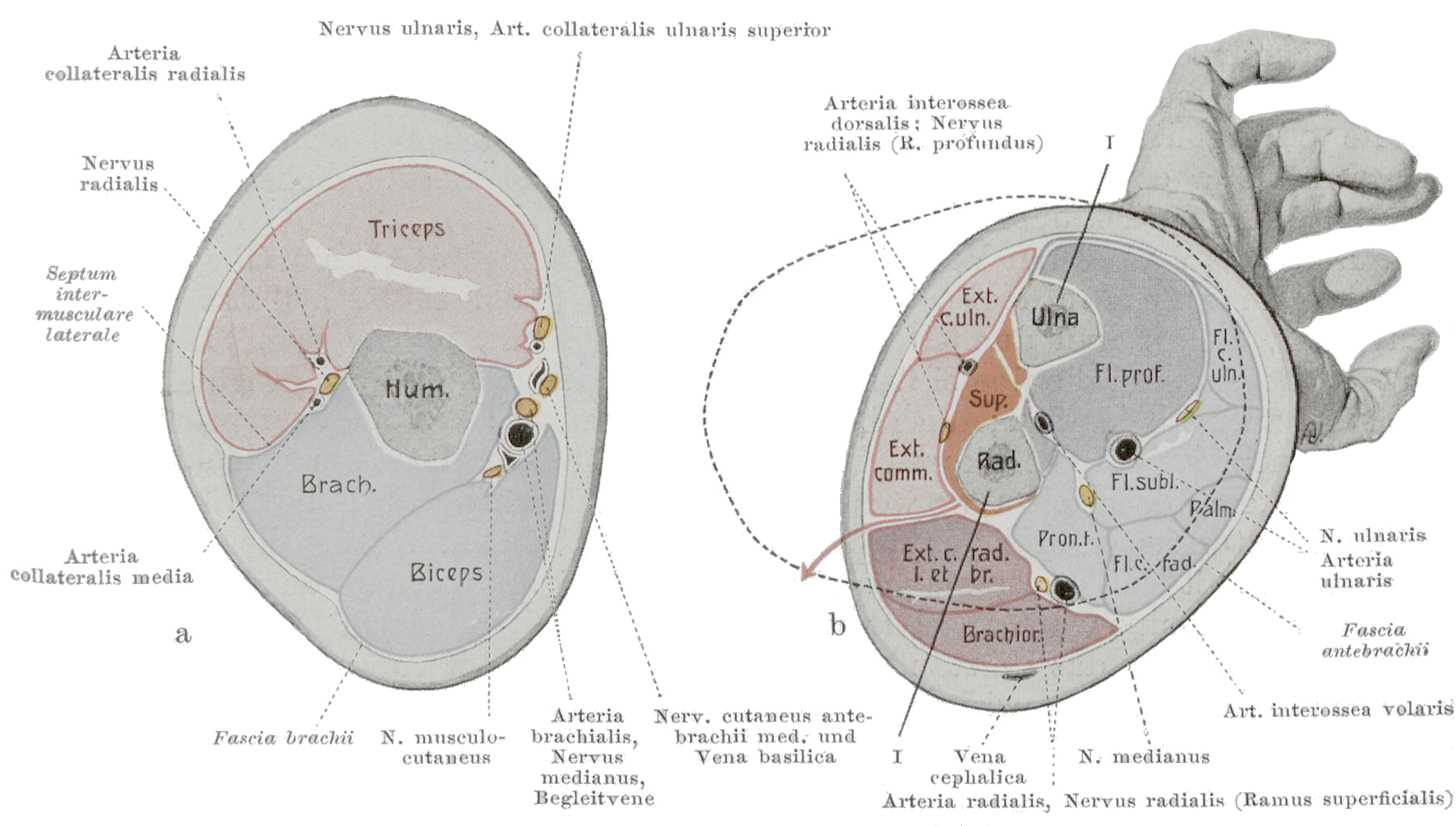
上臂（左）及前臂（右）中部横断面。
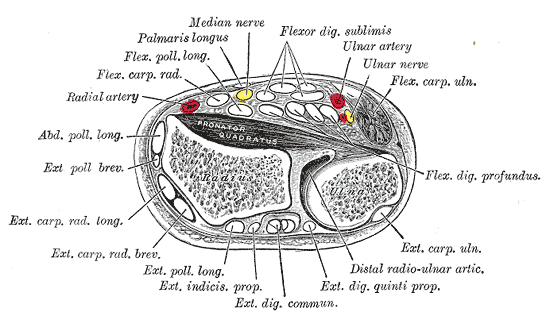
尺骨和桡骨的远端末端横断面。
肘部和手指的横断面。
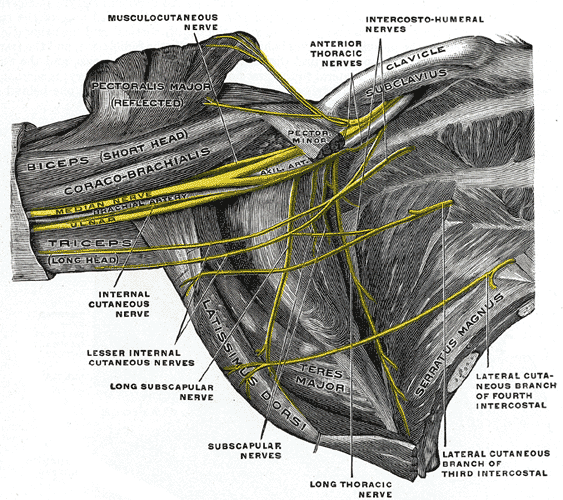
右侧腋窝内臂丛（锁骨下段）； 下视和正视图。
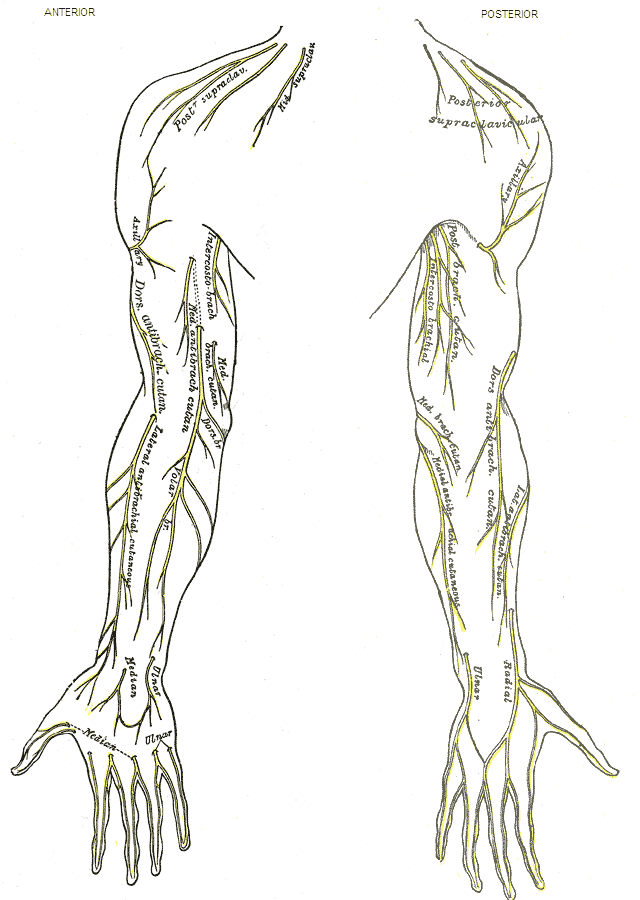
右上肢皮神经。
右上肢远端皮神经的分段分布图表。
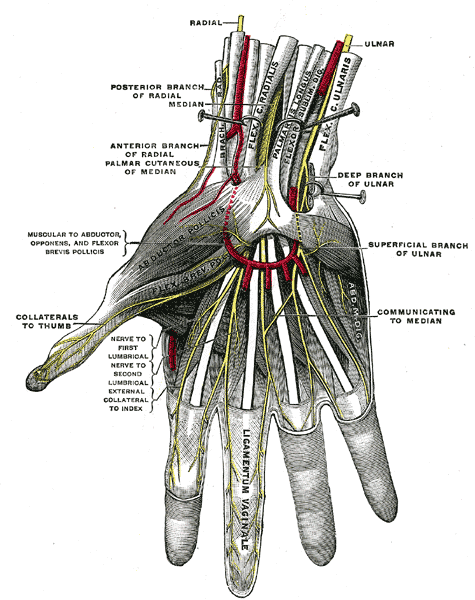
掌浅神经
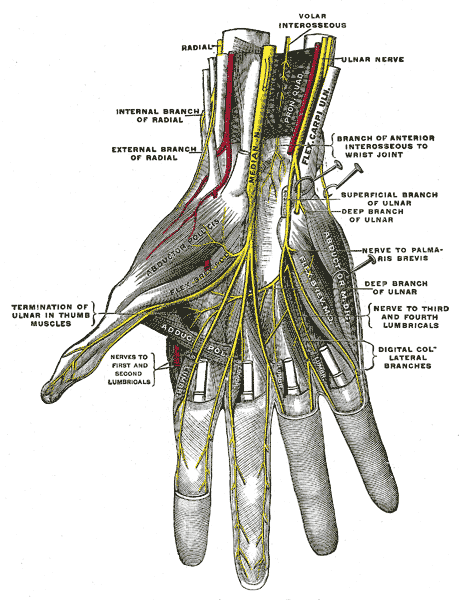
掌深神经
右上肢前方，显示骨，动脉，神经的体表标志。
臂丛和伴行的脊神经
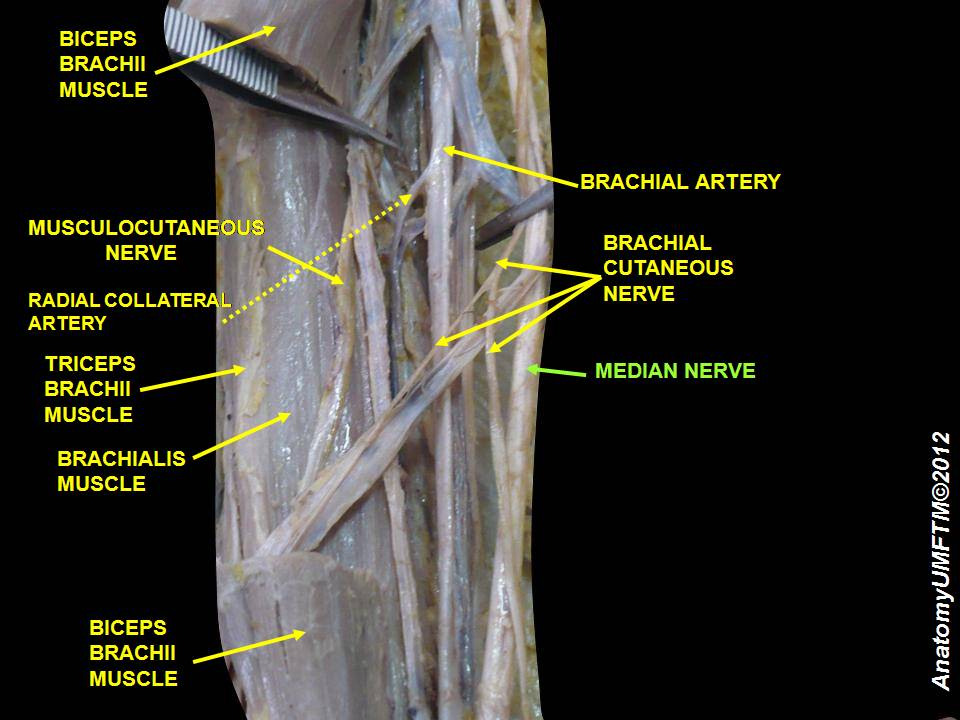
正中神经
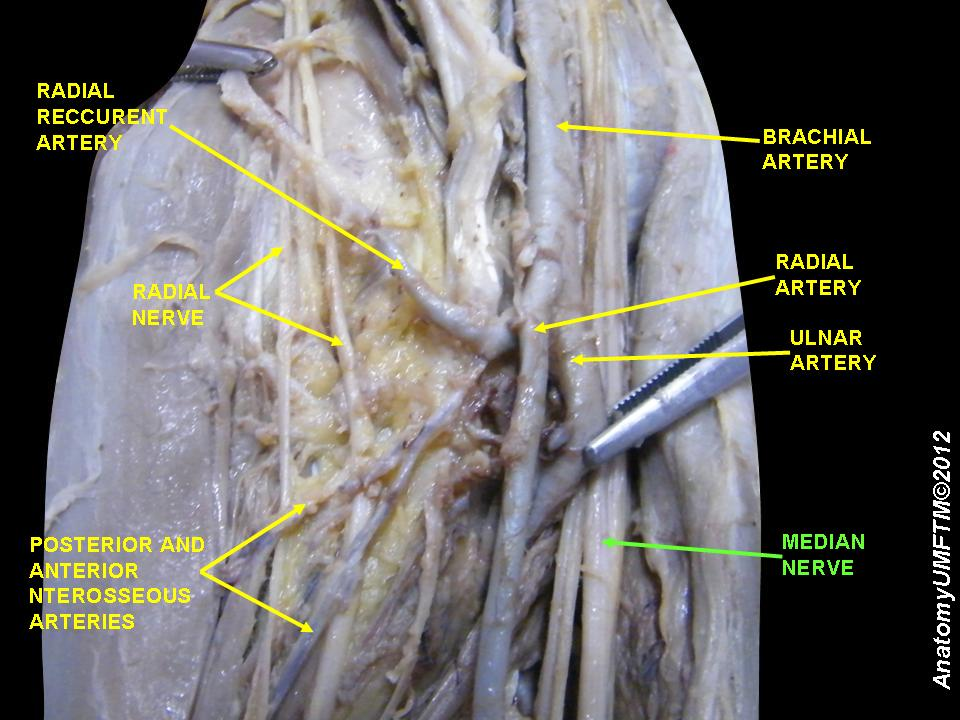
正中神经
神经系统